# Списак острва Јадранског мора
На Јадрану има око 1.200 острва од којих су 69 насељена. Недавна истраживања (2000) Океанографског института из Сплита показују да постоји тачно 1.246 острва. 79 великих острва, 525 острваца и 642 камена гребена.
Ово су највећа острва у Јадранском мору:

## Хрватска
- Брач
- Бриони острва (такође национални парк)
- Вир
- Вис
- Голи оток
- Дрвеник
- Дуги оток
- Жирје
- Зларин
- Иж
- Иловик
- Ист
- Колочеп,
- Корнати архипелаг (такође национални парк)
- Корчула
- Крк
- Ластово
- Лопуд,
- Лошињ
- Молат
- Муртер
- Мљет
- Олиб
- Паг
- Палагружа
- Пашман
- Премуда
- Раб
- Силба
- Сусак
- Угљан
- Уније
- Хвар
- Црес
- Чиово
- Шипан
- Шолта

Постоје и два полуострва Истра и Пељешац.

## Босна и Херцеговина
- Велики Шкољ
- Мали Шкољ

Напомена: Оток значи острво.

## Црна Гора
- Свети Никола покрај Будве
- Мамула на улазу у Боку которску
- Госпа од Шкрпјела у бококоторском заливу
- Свети Стефан (острво) близу Будве
- Острво цвијећа
- Свети Марко покрај Будве
- Катић
- Света Недеља

## Италија
- Тремити

## Албанија
- Сазан